# Station Coburg
Station Coburg is een spoorwegstation in de Duitse plaats Coburg. Het station werd in 1858 geopend. 